# Privada Don Jaime
Privada Don Jaime är en ort i Mexiko.   Den ligger i kommunen Mineral de la Reforma och delstaten Hidalgo, i den sydöstra delen av landet, 80 km nordost om huvudstaden Mexico City. Privada Don Jaime ligger 2 356 meter över havet och antalet invånare är 299.
Terrängen runt Privada Don Jaime är kuperad åt nordost, men åt sydväst är den platt. Runt Privada Don Jaime är det tätbefolkat, med 982 invånare per kvadratkilometer. Närmaste större samhälle är Pachuca de Soto, 6,7 km norr om Privada Don Jaime. Omgivningarna runt Privada Don Jaime är i huvudsak ett öppet busklandskap.